# 김수지 (다이빙 선수)
김수지(金守志, 1998년 2월 16일~)는 대한민국의 다이빙 선수이다. 2012년과 2020년 하계 올림픽에 참가했다.

## 경력
1998년 울산광역시 울주군에서 태어났다.
2012년 천상중학교 3학년 시절에 처음으로 대한민국 국가대표로 발탁되었다. 같은 해 2월 영국 런던에서 열린 다이빙 월드컵을 통해 처음으로 국제 대회에 출전했다. 첫 국제 경기인 3m 스프링보드에서 38위에 올랐으며 10m 플랫폼 경기에서는 27위에 올랐다. 같은 해 8월 런던에서 열린 2012년 하계 올림픽에 참가했으며 당시 대한민국 선수단 최연소 선수였으며, 10m 플랫폼 종목에 출전하여 26위에 올랐다.
2013년에 무거고등학교로 진학했고 7월 스페인 바르셀로나에서 열린 2013년 세계 선수권 대회에 참가했고 3m 스프링보드 29위, 10m 플랫폼 32위에 올랐다. 조은비와 함께 출전한 3m와 10m 싱크로나이즈드 스프링보드 종목에서는 각각 18위와 11위를 기록했다. 같은 해 10월에는 중국 톈진에서 열린 2013년 동아시아 경기 대회에 참가했고 조은비와 함께 싱크로나이즈드 10m 플랫폼 종목에서 중국과 북한팀의 뒤를 이어 동메달을 획득했다.
2019년 7월 대한민국 광주에서 열린 2019년 세계 선수권 대회에서 다이빙 1m 스프링보드 종목에서 동메달을 획득했다.
2021년 일본 도쿄에서 열린 2020년 하계 올림픽에 참가했으며 대한민국 여자 다이빙 선수로는 최초로 준결승에 진출했다. 준결승에서는 15위에 올랐다.
2024년 2월 도하에서 열린 2024년 세계 선수권 대회에 참가했다. 해당 대회 3m 스프링보드 종목에서 동메달을 획득했다.
2024년 프랑스 파리에서 열린 2024년 하계 올림픽에 참가했으며 2회 연속 준결승에 진출했다.